# Gabriel LaBelle
Gabriel LaBelle, né le 20 septembre 2002 à Vancouver (Canada), est un acteur canado-américain.
Il commence sa carrière d’acteur en 2013 dans la série Motive. Au cinéma il est révélé par son rôle de Sammy Fabelman dans le drame semi-biographique The Fabelmans de Steven Spielberg. Ce rôle lui ouvre les portes du cinéma hollywoodien et il obtient le  Critics' Choice Movie Award du meilleur espoir en 2023.

## Biographie

### Enfance
Né à Vancouver, Gabriel LaBelle est le fils de l'acteur et producteur Rob LaBelle (natif de Minneapolis) et Megan LaBelle, coiffeuse,. À l'âge de huit ans, ses parents l'inscrivent à un stage d'acteur au Kay Meek Arts Centre à West Vancouver. Il a joué des rôles dans des comédies musicales adaptatées de Footloose, Shrek the Musical et Aladdin produites par ce stage,. Il prend des cours de théâtre dès l'âge de 9 ans. Enfant d'un couple divorcé, de confession juive et l'amour très jeune du cinéma sont des points communs qu'il partage avec Steven Spielberg lorsqu'ils apprennent à se connaître pour le film The Fabelmans.

## Carrière

### Débuts
À l'âge de 11 ans, Gabriel LaBelle commence à auditionner. En 2013, grâce à son père, producteur de la série télévisée canadienne Motive, il fait ses débuts d'acteur dans un épisode où il joue le fils d'un courtier en hypothèques étranglé. Il joue ensuite le rôle d'un joueur de basket scolaire dans iZombie.
En 2017, il joue dans le film d'horreur indépendant Dead Shack lequel est présenté en avant-première au Festival international du film de Vancouver et au Festival du film Fantasia. En 2018, il joue l'un des jeunes qui harcèlent le jeune Rory McKenna (joué par Jacob Tremblay). En 2020 il part pour Montréal pour suivre des cours de théâtre jusqu'à ce que la pandémie de COVID-19 mette la ville en confinement. Il est finalement admis au programme d'art dramatique de l'Université Concordia mais a dû suivre les cours virtuellement. Il voulait également poursuivre une carrière d'acteur à New York, mais a mis en attente ces plans pour rester avec sa famille à la maison,.
Début de 2020, il quitte les réseaux sociaux afin de mieux se concentrer affirmant que cela faisait de lui « un meilleur acteur parce que vous voulez être concentré, créatif et confiant, mais si vous avez cette chose qui détruit votre capacité d'attention et prend du temps de réflexion originale et satisfait votre besoin de validation, c'est tout mon travail. Je ne peux pas avoir ça dans ma poche avant. J'essaie de me dissocier de ce désir. Je n'ai jamais rien vu d'aussi bon, même avant d'auditionner pour des trucs. »

### Révélation grâce à son rôle dansThe Fabelmans
En mars 2021, LaBelle reçoit de Cindy Tolan, directrice du casting du film The Fabelmans, la proposition de passer une audition pour ce film. Près de 2000 autres prétendants[réf. nécessaire] postulent pour le rôle principal de Sammy Fabelman dans le prochain film de Steven Spielberg, qui à l'époque avait gardé secret son titre, son intrigue et ses noms de personnages. Trois mois plus tard, il reçoit un nouvel appel pour une audition en présence de Spielberg, Tolan et 38 autres représentants et il remporte le rôle. En lisant le scénario et en apprenant les détails sur le fait que son personnage était une version fictive de Spielberg lui-même à l'adolescence pendant presque tout le film, il se souvient: «Quand j'auditionnais, le nom du personnage était Teenage Sammy - je pensais par opposition à Adult Sammy. ... Je reçois le script et vous le lisez pendant 30 pages et il a 6 et 8 ans. Page 35 environ Teenage Sammy arrive. OK, bien ! Maintenant, c'est ma partie. Ça va être un film en trois parties, ça va être un Moonlight ou quelque chose comme ça. J'ai continué à attendre ma sortie mais elle n'est jamais venue».
LaBelle décrit l'expérience d'obtenir le rôle comme « intime » et qu'il « ... sentait dans mes os que c'était la meilleure performance que j'avais faite de ma vie. » Pour se préparer au rôle, LaBelle revoit certains des films de Spielberg, tels que l'Empire du soleil (1987). Il accède à des photographies, à des films personnels et à d'autres documents provenant des archives de la famille de Spielberg. Il a appris à utiliser les caméras 8 mm et 16 mm employées sur le plateau, contenant des films, ainsi qu'à couper et assembler des films à l'aide de machines de montage et des projecteurs de films de l'époque. Il a gardé en souvenir la caméra 8 mm que Sammy utilise pour filmer le voyage au camping familial et le court métrage Escape to Nowhere, après l'achèvement de la photographie principale,.
Les Fabelmans sont montrés en avant-première au Festival international du film de Toronto 2022 (TIFF 2022). La performance de LaBelle y est acclamée par la critique et y est reconnu comme une étoile montante. Il remporte ensuite le prix du meilleur espoir lors de la 28e cérémonie des Critics' Choice Movie Awards et le prix de la performance révolutionnaire de le National Board of Review (partagé avec Danielle Deadwyler pour Emmett Till). L'ensemble de la distribution du film a été nommé pour le Screen Actors Guild Award de la meilleure distribution,,,.
Après avoir terminé le tournage de The Fabelmans, LaBelle s'installe à Los Angeles afin de poursuivre d'autres projets de cinéma, de télévision et de théâtre en tant qu'acteur et avec le projet de devenir réalisateur le moment venu. En 2021, il rejoint le casting de l'adaptation de la série TV de Showtime American Gigolo (série télévisée), dans le rôle du jeune de Julian Kaye alors que le rôle adulte du même personnage est joué par Jon Bernthal,. En 2022, il est choisi pour jouer l'un des principaux rôles de la comédie de passage à l'âge adulte d'Adam Carter Rehmeier, The Snack Shack, dont le tournage a commencé cet été-là.

## Filmographie
Sauf indication contraire, les informations mentionnées dans cette section peuvent être confirmées par la base de données cinématographiques IMDb,  présente dans la section « Liens externes ».

### Cinéma
- 2017 : Max 2 : White House Hero : Alfred (crédité comme Gabe LaBelle)
- 2017 : Dead Shack : Colin
- 2018 : The Predator de Shane Black : EJ
- 2022 : The Fabelmans de Steven Spielberg : Samuel "Sammy" Fabelman
- 2024 : The Snack Shack : Moose[15]
- 2024 : Saturday Night de Jason Reitman : Lorne Michaels

### Télévision
- 2013 : Motive : Chad Chase saison 1 épisode 6 Detour
- 2015 : iZombie : Charlie épisode: "Love & Basketball"; crédité comme Gabe LaBelle
- 2021 : Brand New Cherry Flavor : Tim Nathans  épisode Jennifer
- 2022 : American Gigolo : le jeune Julian Kaye

## Distinctions

### Récompenses
- Pour The Fabelmans
  - Las Vegas Film Critics Society 2022 : Meilleur espoir masculin (-21 ans)[16]
  - National Board of Review 2022 : Meilleure révélation[17]
  - North Texas Film Critics Association (2022) : Meilleure révélation
  - Washington DC Area Film Critics Association (2022) : Meilleur espoir[18]
  - Critics' Choice Movie Award (2023) : Meilleur espoir[19]
  - Music City Film Critics' Association (2023) : Meilleur jeune acteur[20]
  - Palm Springs International Film Festival (2023) : Chairman's Vanguard Award[21]

### Nominations
- Pour Dead Shack
  - Prix UBCP/ACTRA 2018 : Meilleur espoir[22]
- Pour The Fabelmans
  - Atlanta Film Critics Circle  2022 : Meilleure révélation[23]
  - Las Vegas Film Critics Society 2022 : Meilleur acteur[16]
  - New Mexico Film Critics (2022) : finaliste pour le prix de Meilleur espoir
  - Phoenix Critics Circle Awards (2022) : Meilleur acteur[24]
  - Columbus Film Critics Association (2023) : Meilleure révélation[25]
  - DiscussingFilm Critics Awards (2023) : Finaliste Meilleure révélation[26]
  - San Diego Film Critics Society (2023) : Meilleur acteur[27]
  - Satellite Awards (2023) : Satellite Award du meilleur acteur[28]
  - Screen Actors Guild Awards (2023) : Screen Actors Guild Award de la meilleure distribution en attente[29]
- Golden Globes 2025 : Meilleur acteur dans un film musical ou une comédie pour Saturday Night